# Pilsbryspira auberti
Pilsbryspira auberti é uma espécie de gastrópode do gênero Pilsbryspira, pertencente a família Pseudomelatomidae.